# Улица Юрия Мушкетика (Чернигов)
Улица Юрия Мушкетика (до 2024 года — улица Мечникова) (укр. Вулиця Юрія Мушкетика) — улица в Новозаводском районе города Чернигова, исторически сложившаяся местность (район) Старая Подусовка. Пролегает от улицы Заньковецкой до улицы Теробороны (Гагарина).
Примыкает улица Хмельницкого.

## История
2-я Колея проложена в конце 1950-х годов для индивидуального жилищного строительства.
В 1960 году 2-я Колея переименована на улица Мечникова — в честь биолога, Лауреата Нобелевской премии в области физиологии и медицины  Ильи Ильича Мечникова.
С целью проведения политики очищения городского пространства от топонимов, которые возвеличивают, увековечивают, пропагандируют или символизируют Российскую Федерацию и Республику Беларусь, 10 июля 2024 года улица получила современное название — в честь советского и украинского писателя, Героя Украины Юрия Михайловича Мушкетика, согласно Решению Черниговского городского совета № 41/VIII-7 «Про переименование улиц в городе Чернигове» («Про перейменування вулиць у місті Чернігові»).

## Застройка
Улица пролегает в северном направлении параллельно улицам Радио и Саксаганского. Парная и непарная стороны улицы заняты усадебной застройкой.